# رادیو کلید هرات
رادیو کلید هرات شاخه محلی رادیو سراسری کلید زیر نظر کلید گروپ افغانستان است.
این رادیو بیست و چهار ساعت در هرات برنامه پخش می‌کند.
بسیاری از برنامه‌های این رادیو به صورت زنده پخش می‌شود.
رادیو کلید هرات روی فرکانس ۸۸۰۰ موج اف.ام در شهر هرات و مناطقی در حومه آن قابل دریافت است و یک رادیو بین‌المللی است.